# Holosne, Korosten
Holosne (în ucraineană Холосне) este localitatea de reședință a comunei Holosne din raionul Korosten, regiunea Jîtomîr, Ucraina.

## Demografie
Componența lingvistică a localității Holosne
     Ucraineană (98,66%)
     Rusă (1,34%)
Conform recensământului din 2001, majoritatea populației localității Holosne era vorbitoare de ucraineană (98,66%), existând în minoritate și vorbitori de rusă (1,34%).